# سمفونی شماره یک (پروکفیف)
سمفونی شماره یک  در ر ماژور، اپوس ۲۵ یکی از معروفترین آثار سرگئی پروکفیف است. وی این سمفونی را در سال ۱۹۱۶ شروع و در ۱۰ سپتامبر ۱۹۱۷ به پایان رساند. این سمفونی یک بازخوانی مدرن از موسیقی دوره کلاسیک و کارهای یوزف هایدن و ولفگانگ آمادئوس موتسارت است.
سمفونی شماره یک اولین بار در ۱۸ آوریل ۱۹۱۸ در سنت پترزبورگ با رهبری خود پروکفیف روی صحنه رفت.